# DSD
DSD, från engelskans Disorders of sex development alternativt Differences of sex development är medfödda tillstånd där den biologiska könsutvecklingen till man eller kvinna avviker från det typiska eller normala. Avvikelserna kan gälla  kromosomuppsättning, könskörtlar (testiklar och äggstockar) och/eller könsorgan. 
Svenska termer som rubbningar i könsutvecklingen  eller tillstånd med avvikande könsutveckling förekommer förekommer, men förkortningen DSD är den mest spridda benämningen även på svenska.
Tillstånden kan bero på avvikande kromosomuppsättning, exempelvis Klinefelters syndrom (XXY) och Turners syndrom (X, X0) eller mutationer som ger avvikande halt eller effekt av könshormoner såsom vid hyperandrogenism hos kvinnor, men även hormonell påverkan i livmodern eller yttre faktorer under graviditeten.
DSD-tillstånd benämns ofta som intersex. I ett mindre antal fall kan barnets kön inte avgöras direkt efter födseln. Tidigare kallades intersexuella för hermafroditer men den termen anses idag som nedvärderande. Den vanligaste diagnosen bland dessa barn är kongenital binjurebarkshyperplasi. Termen intersexuell har varit kontroversiell men också ibland omfamnad av intersexaktivister som helst inte vill se ord som störning eller diagnos använda om sig själva.

## Förekomst
Klinefelters syndrom, som är den vanligaste könskromosomavvikelsen, förekommer hos ungefär 1 av 600–700 nyfödda pojkar vilket blir ungefär 75 fall i Sverige per år. Dock misstänks endast 25 % av de faktiska fallen få diagnosen under sin livstid, vilket Socialstyrelsen anser är olyckligt eftersom tillståndet medför flera olika medicinska problem och förkortad livslängd. Turners syndrom förekommer 1 fall på 2000-2500 nyfödda flickor vilket i Sverige blir omkring 20-25 fall per år. 
Omkring 20 spädbarn föds per år i Sverige med svårbestämbart kön (intersexualism) vilket föranleder utredning för beslut om könstillhörighet samt eventuell behandling. 

## DSD-tillstånd och diagnoser
Till DSD räknas bland annat
- AIS – Androgenokänslighetssyndrom (Androgen Insensitivity Syndrom)
- PAIS – Partiellt androgenokänslighetssyndrom (av alla grader)
- Adrenogenitalt syndrom (CAH - Congenital Adrenal Hyperplasia)
- XXY och Klinefelters syndrom
- Brist på enzymet 5-alfareduktas
- Progesteronmaskulinisering
- Klitorisförstoring
- Mikropenis
- Turners syndrom
- Swyers syndrom
- Hypospadi

## Behandling
Många DSD-tillstånd behandlas hormonellt, framför allt med könshormonerna östrogen och testosteron men även tillväxthormon vid Turners syndrom, då dessa kvinnor annars blir mer eller mindre kortvuxna, och hydrokortison samt aldosteron vid kongenital binjurebarkshyperplasi.
Eventuell kirurgi av könsdelarna utförs ibland under spädbarnsåldern men ofta först i samband med puberteten, då barnet också blivit tillräckligt stort för att själv ta ställning.  Tidigare var det vanligt att barnen opererades tidigt för att könet skulle bli entydigt, delvis för att lätta föräldrarnas oro. Numera rekommenderas större hänsyn till framtida sexuell funktion än rent kosmetiskt utseende. Tidig feminiserande kirurgi kan ta bort känslig vävnad som personen kan komma att sakna senare i livet, varför detta har blivit mindre vanligt. Liksom övrig sjukvård i Sverige är behandlingen inte juridiskt regerad i detalj. Praxis vilar i slutändan på formuleringen i patientsäkerhetslagen att all behandling inom svensk hälso- och sjukvård ska utgå från vetenskap och beprövad erfarenhet. 

## Intersex som identitet och intersex-aktivism

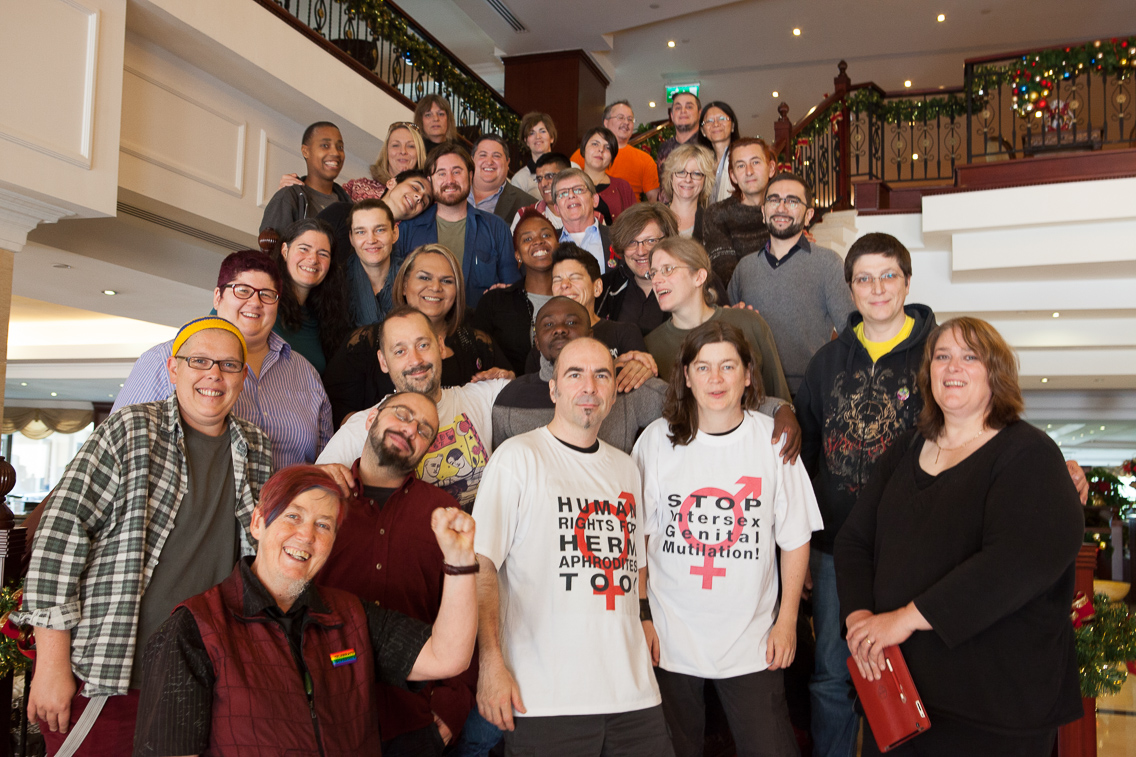
Deltagare i Third International Intersex Forum, på Malta, i december 2013

En del personer med intersexidentitet har omfamnat detta som en identitet. I:et i förkortningen HBTQI står för intersex. Andra har opponerat sig mot att bli inkluderade i HBT-paraplyet och i transbegreppet. 